# Helicia petiolaris
Helicia petiolaris är en tvåhjärtbladig växtart som beskrevs av John Johannes Joseph Bennett. Helicia petiolaris ingår i släktet Helicia och familjen Proteaceae. Utöver nominatformen finns också underarten H. p. kingiana.